# Адашев, Сали
Сали́ Ада́шев (2 марта 1923 — 2 ноября 1984) — участник Великой Отечественной войны, командир отделения 459-го стрелкового полка (42-й стрелковой дивизии, 69-го стрелкового корпуса, 49-й армии, 2-го Белорусского фронта), Герой Советского Союза (1945), старший сержант.

## Биография
Родился 2.03.1923 года в населенном пункте Туда Наманганского уезда (ныне — Наманганская область, Узбекистан) в семье крестьянина. Узбек. Член КПСС с 1946 года. В 1941 году окончил педагогический техникум в г. Андижан. Работал учителем в начальной школе.
В Советской Армии с 1942 года, с 1942 года на фронте.
23.06. 1944 года при прорыве обороны противника отделение 459-го стрелкового полка (42-я стрелковая дивизия, 69-й стрелковый корпус, 49-я армия, 2-й Белорусский фронт) под командованием комсомольца старшего сержанта Адашева уничтожило 20 гитлеровцев. Форсировав р. Бася в районе дер. Черневка (Шкловский район, Могилевская область, Белорусская ССР), оно вело бой в окружении и соединилось с наступавшими подразделениями.
После войны жил и работал в г. Наманган.

#### Подвиг
Из наградного листа:
Тов. «Адашев в боях за высоту 192.2 23.6.44 г. со своим отделением первым ворвался в оборону пр-ка и уничтожил до 10 немцев; лично сам уничтожил двух немцев. … 24.6.44 г. тов. Адашев ворвался в траншеи пр-ка гранатами и огнём из автомата уничтожил 6 немцев и одного взял в плен.
В боях за д. Чернявка тов. Адашев первым ворвался в деревню и уничтожил станковый пулемет пр-ка. Первым из роты форсировал реку Бася.
Находясь в окружении 14 часов 24.6.44 своим поведением воодушевлял бойцов на борьбу с танками и мотопехотой пр-ка, лично сам уничтожил один ручной пулемет и снайпера».
За этот подвиг Указом Президиума Верховного Совета СССР от 24 марта 1945 года старшему сержанту Адашеву Сали присвоено звание Героя Советского Союза с вручением ордена Ленина и медали «Золотая Звезда».

## Награды
- Медаль «Золотая Звезда» Героя Советского Союза (24.03.1945)[1]
- Орден Ленина (24.03.1945)
- Орден Красного Знамени (02.09.1944)[2]
- Медали